# Monachella
Monachella is een monotypisch geslacht van zangvogels uit de familie Petroicidae (Australische vliegenvangers)). 
De enige soort:
- Monachella muelleriana  – Bergbeekvliegenvanger